# Lista odcinków serialu Z premedytacją
Poniżej znajduje się lista odcinków serialu telewizyjnego Z premedytacją – emitowanego przez amerykańską stację kablową TNT od 9 czerwca 2014 roku do 4 września 2016 roku. W Polsce serial był emitowany od 6 października 2015 roku do 22 września 2016 roku przez TNT Polska. Powstały 3 serie, które łącznie liczą 32 odcinki.
| Sezon | Sezon | Odcinki | Oryginalna emisja | Oryginalna emisja | Oryginalna emisja    | Oryginalna emisja    | Oryginalna emisja |
| Sezon | Sezon | Odcinki | Premiera sezonu   | Finał sezonu      | Premiera sezonu      | Finał sezonu         |                   |
| ----- | ----- | ------- | ----------------- | ----------------- | -------------------- | -------------------- | ----------------- |
|       | 1     | 10      | 9 czerwca 2014    | 11 sierpnia 2014  | 6 października 2015  | 19 października 2015 |                   |
|       | 2     | 12      | 8 czerwca 2015    | 24 sierpnia 2015  | 20 października 2015 | 4 listopada 2015     |                   |
|       | 3     | 10      | 26 czerwca 2016   | 4 września 2016   | 21 lipca 2016        | 22 września 2016     |                   |

## Sezon 1 (2014)
| Nr | #  | Tytuł                                          | Reżyseria       | Scenariusz                            | Premiera TNT     | Premiera             |
| -- | -- | ---------------------------------------------- | --------------- | ------------------------------------- | ---------------- | -------------------- |
| 1  | 1  | 'Pilot' Pilot                                  | Thomas Schlamme | Steven Bochco Eric Lodal              | 9 czerwca 2014   | 6 października 2015  |
| 2  | 2  | 'Siostrzane uczucia' The City of Sisterly Love | Jesse Bochco    | Steven Bochco Eric Lodal Eric Lodal   | 16 czerwca 2014  | 7 października 2015  |
| 3  | 3  | 'Kim jest tatuś' Who's Your Daddy              | Rick Wallace    | Steven Bochco Eric Lodal Alison Cross | 23 czerwca 2014  | 8 października 2015  |
| 4  | 4  | 'Płomienna kobieta' Burning Woman              | Ben Bolt        | Steven Bochco Eric Lodal Alison Cross | 30 czerwca 2014  | 9 października 2015  |
| 5  | 5  | 'Popłoch' Pants on Fire                        | Allison Anders  | Steven Bochco Eric Lodal David Maples | 7 lipca 2014     | 12 października 2015 |
| 6  | 6  | ' Argument siły' Punch Drunk                   | Reggie Hudlin   | Steven Bochco Eric Lodal Brian Nelson | 14 lipca 2014    | 13 października 2015 |
| 7  | 7  | 'Niezbite alibi' Suck My Alibi                 | Mike Mayers     | Steven Bochco Eric Lodal Brian Nelson | 21 lipca 2014    | 14 października 2015 |
| 8  | 8  | 'Zyski i straty' Win Some, Lose Some           | Jesse Bochco    | Steven Bochco Eric Lodal Alison Cross | 28 lipca 2014    | 15 października 2015 |
| 9  | 9  | 'Sprawy rodzinne' Family Matters               | Bethany Rooney  | Steven Bochco Eric Lodal              | 4 sierpnia 2014  | 16 października 2015 |
| 10 | 10 | 'Chwila szczerości' Blunt the Edge             | Jesse Bochco    | Steven Bochco Eric Lodal              | 11 sierpnia 2014 | 19 października 2015 |

## Sezon 2 (2015)
| Nr | #  | Tytuł                                        | Reżyseria       | Scenariusz                           | Premiera TNT     | Premiera             |
| -- | -- | -------------------------------------------- | --------------- | ------------------------------------ | ---------------- | -------------------- |
| 11 | 1  | 'Sokoli wzrok' Twenty-Fifteen                | Jesse Bochco    | Eric Lodal                           | 8 czerwca 2015   | 20 października 2015 |
| 12 | 2  | 'Szaleństwo' Schizofrenzy                    | Jesse Bochco    | Robert Munic                         | 15 czerwca 2015  | 21 października 2015 |
| 13 | 3  | 'Zabłąkana kula' Blue on Blue                | Allison Anders  | Daniele Nathanson                    | 22 czerwca 2015  | 22 października 2015 |
| 14 | 4  | 'W czterech ścianach' My Suger Walls         | Michael Mayers  | Jonathan Abrahams                    | 29 czerwca 2015  | 23 października 2015 |
| 15 | 5  | ' McCormack Mulligan' The McCormack Mulligan | Allison Anders  | Robert Munic                         | 6 lipca 2015     | 26 października 2015 |
| 16 | 6  | 'Viva Mexico!' Oh, Mexico                    | Jesse Bochco    | Daniele Nathanson                    | 13 lipca 2015    | 27 października 2015 |
| 17 | 7  | 'Tajemnica Związku' State of the Union       | Reggie Hudlin   | Eric Lodal                           | 20 lipca 2015    | 28 października 2015 |
| 18 | 8  | 'Wyjść z cienia' Out of the Shadows          | David Boyd      | Jonathan Abrahams                    | 27 lipca 2015    | 29 października 2015 |
| 19 | 9  | ' Bruja Blanca' Bruja Blanca                 | Reggie Hudlin   | Daniele Nathanson                    | 3 sierpnia 2015  | 30 października 2015 |
| 20 | 10 | 'Naga prawda' Nothing but the Truth          | Allison Anders  | Alison Cross                         | 10 sierpnia 2015 | 2 listopada 2015     |
| 21 | 11 | 'Odpoczynek' Down Time                       | Martha Mitchell | Jonathan Abrahams, Daniele Nathanson | 17 sierpnia 2015 | 3 listopada 2015     |
| 22 | 12 | 'Nietykalni' Number Thirty Nine              | Jesse Bochco    | Jonathan Abrahams                    | 24 sierpnia 2015 | 4 listopada 2015     |

## Sezon 3 (2016)
Z powodów strzelaniny w Nowym Orleanie premiera sezonu trzeciego została przesunięta z 19 czerwca 2016 roku na 26 czerwca 2016 roku
| Nr | #  | Tytuł                  | Reżyseria           | Scenariusz                                                    | Premiera TNT     | Premiera         |
| -- | -- | ---------------------- | ------------------- | ------------------------------------------------------------- | ---------------- | ---------------- |
| 23 | 1  | Normandy Bitch         | Jesse Bochco        | Steven Bochco, Jonathan Abrahams                              | 26 czerwca 2016  | 21 lipca 2016    |
| 24 | 2  | Tropic of Cancer       | Rick Wallace        | Daniele Nathanson                                             | 3 lipca 2016     | 28 lipca 2016    |
| 25 | 3  | Black and Blue         | Eriq LaSalle        | Corinne Marrinan                                              | 10 lipca 2016    | 4 sierpnia 2016  |
| 26 | 4  | The Barbers of Seville | Dan Shaw            | Alison Cross                                                  | 17 lipca 2016    | 11 sierpnia 2016 |
| 27 | 5  | Follow the Money       | Martha Mitchell     | Ethan Kass                                                    | 24 lipca 2016    | 18 sierpnia 2016 |
| 28 | 6  | Sam I Am               | Nicole Rubio        | Daniele Nathanson                                             | 31 lipca 2016    | 25 sierpnia 2016 |
| 29 | 7  | Let's Make a Deal      | Allison Anders      | Corinne Marrinan                                              | 14 sierpnia 2016 | 1 września 2016  |
| 30 | 8  | Daddy Dearest          | Mark-Paul Gosselaar | Alison Cross                                                  | 21 sierpnia 2016 | 8 września 2016  |
| 31 | 9  | Rise of the Phoenix    | Allison Anders      | Ethan Kass                                                    | 28 sierpnia 2016 | 15 września 2016 |
| 32 | 10 | Kat's Meow             | Jesse Bochco        | Alison Cross, Corinne Marrinan, Daniele Nathanson, Ethan Kass | 4 września 2016  | 22 września 2016 |